# 法國職業足球聯賽
法國職業足球聯賽（法語：Ligue de Football Professionnel，法語發音：[liɡ də futbol pʁɔfɛsjɔnɛl]，簡稱）是法國營運主要職業足球聯賽的組織，於1944年在法國足球總會監管下成立。現任會長是弗雷德里克·提里耶（Frédéric Thiriez）。
法國職業足球聯賽負責監督、組織及管理法國兩個頂級聯賽法甲及法乙；亦負責在法國參賽的46個職業足球俱乐部（法甲及法乙各20隊，而法丙有6隊）；同時亦組織每年一度的法國聯賽盃，與法國盃的賽制略為不同，這項盃賽只限於職業足球俱乐部參賽。

## 競賽

### 聯賽
法國職業足球聯賽的46個球會成員分佈兩個級別，分別為法甲20隊及法乙20隊；亦同時監督降級到第三級聯賽的職業球會，現時共有6隊在法丙角逐。每一個球季，同級的球隊互相對賽兩次，主場及作客各一次，每隊每季合共進行38場賽事。勝方獲得3分，賽和各得1分，而負方沒有得分。球季結束後，法甲取得最多分數的球隊成為法國聯賽冠軍，球隊以總積分、得失球差及入球數目而排名，如果3項數據完全相同，則被視為併列排名。但如果排名涉及冠軍、降班或其他競賽的參賽資格，則會在中立球場進行附加賽決定排名。排名最低的3隊來季降班到法乙，並由法乙最高排名的3隊取代其席位。

### 盃賽
法國職業足球聯賽亦組織一項名為法國聯賽盃的盃賽競賽，在1994年成為正式競賽以前，它是一個夏季友誼競賽。不像法國盃開放予各級法國球會，法國聯賽盃只供職業球會參賽，但這項盃賽與法國盃比較被為視為次級盃賽，惹來沒有權威及造成賽事擠擁等批評。

## 外部連結
- Official LFP site （页面存档备份，存于） （法文）
- Official LFP site （英文）